# Diplazon neoalpinus
Diplazon neoalpinus là một loài tò vò trong họ Ichneumonidae.